# 娄宿增十
娄宿增十，即白羊座20（20 Ari），是一颗位于白羊座的恒星，距离地球约131光年，视星等为5.797。
它是毕宿星团的成员。